# 서정욱 (공학자)
서정욱(徐廷旭, 1934년 11월 19일 ~ 2024년 1월 11일)은 대한민국의 공학자, 관료, 기업인이다.

## 학력
- 1953년 휘문고등학교 졸업
- 1957년 서울대학교 공과대학 전기공학과 졸업
- 1969년 미국 텍사스A&M대학교 대학원 전기공학 박사
- 1999년 부경대학교 명예경제학 박사
- 2007년 전남대학교 명예공학 박사

## 약력
- 1957년 8월 ~ 1970년 8월 공군사관학교 전자공학과 교수, 명예교수
- 1970년 ~ 1982년 국방과학연구소 실장, 부장, 부소장, 소장
- 1980년 한국과학기술원 이사
- 1980년 한국전자통신연구소 이사
- 1980년 한국기계연구소 이사
- 1980년 한국표준연구소 이사
- 1980년 한미안보회의 대표 겸 기술분과위 위원장
- 1984년 1월 ~ 1989년 12월 한국전기통신공사 사업단 단장, 품질보증(TDX) 단장
- 1986년 12월 ~ 1987년 12월 대한전자공학회 회장
- 1989년 ~ 1990년 한국전기통신공사 전산망조정위원회 주전산기개발사업단 단장
- 1990년 1월 ~ 1990년 12월 한국전기통신공사 제2부사장
- 1990년 12월 ~ 1992년 6월 과학기술처 차관
- 1991년 정부출소연구기관 합동평가단 단장
- 1992년 7월 ~ 1993년 8월 제2대 한국과학기술연구원 원장
- 1993년 8월 ~ 1995년 3월 한국이동통신 이동통신기술개발사업관리단 단장
- 1993년 9월 1995년 9월 체신부 전파통신기술개발추진협의회 초대 의장
- 1995년 3월 ~ 1997년 3월 한국이동통신 사장
- 1996년 2월 한국CALS/EC기술협회 부회장
- 1996년 2월 ~ 2003년 3월 한국정보산업연합회 부회장
- 1996년 3월 중앙일보 IIE자문위원단 자문위원
- 1996년 4월 CALS/EC기술협회 부회장
- 1996년 6월 한국통신사업자연합회 부회장
- 1996년 10월 ~ 2004년 10월 퓨처클럽(알래스카경영자포럼 인사모임) 회장
- 1997년 2월 한인도차이나민간통신협의회 이사장
- 1997년 3월 ~ 1998년 12월 SK텔레콤 대표이사 사장
- 1997년 12월 비동기식 W-CDMA연구개발협의회 위원장 및 연구개발단 단장
- 1998년 4월 제3차 아시아-유럽비지니스포럼(AEBF) 한국대표단
- 1998년 7월 외교통상부 정보통신부문 자문위원
- 1998년 10월 한국공학원 최고경영인평의회 부의장
- 1998년 10월	 한국공학원 최고경영인평의회 의장
- 1998년 12월 ~ 1999년 2월 SK텔레콤 부회장
- 1998년 12월 ~ 2000년 12월	동아일보 2000년자문위원회 과학정보통신부문 자문위원
- 1999년 2월 ~ 1999년 3월 초당대학교 총장
- 1999년 2월 ~ 1999년 3월	정부출연연구기관 연합이사회 공공기술연구회 민간이사
- 1999년 3월 ~ 2001년 3월 과학기술부 장관
- 1999년 3월 ~ 2001년 3월 원자력안전위원회 위원장
- 1999년 3월 ~ 2001년 3월 교육인적자원정책위원회 당연직위원
- 2001년 6월 ~ 2003년 6월 한국인터넷청소년연맹 총재
- 2001년 8월 순천대학교 석좌교수
- 2001년 10월 ~ 2004년 10월 한국품질환경인정협회 회장
- 2002년 2월 ~ 2004년 2월 한국시스템엔지니어링협회 회장
- 2002년 4월 ~ 2004년 4월 전자부품연구원 차세대전략기술위원회 위원장
- 2002년 5월 2004년 5월 한국인정원 회장
- 2002년 5월 코리아벤처포럼 명예회장
- 2002년 5월 ~ 2004년 5월	명지대학교 정보공학과 석좌교수
- 2003년 ~ 2004년 이화여자대학교 초빙교수
- 2004년 1월 ~ 2006년 12월 국제과학기술협력재단 이사장
- 2004년 2월 한국무역협회 전자무역추진위원회 위원장
- 2004년 6월 ~ 2007년 6월 한국전자거래협회 회장
- 2004년 7월 ~ 2006년 7월 산업기술발전심의회 위원장
- 2005년 5월 한국전자무역연구원 초대 이사장
- 2008년 8월 영국왕립공학한림원 외국회원

## 상훈
- 1970년 살레사오수도회 공로장
- 1976년 광주카톨릭대 공로패
- 1978년 철탑산업훈장, 금탑산업훈장
- 1982년 IEEE Fellow
- 1986년 국민훈장 동백장
- 1992년 황조근정훈장
- 1994년 12월 올해의 전자대상
- 1996년 Outstanding International Alumnus Award
- 1996년 12월 올해의 정보통신대상
- 1997년 5월 우리나라 정보통신발전에 기여한 인물3위
- 1997년 10월 제34회 조선일보광고대상 최우수광고주상
- 1998년 10월 제4회 운경상(산업, 기술부문)
- 2002년 3월 제6회 한국공학한림원 대상
- 2016년 9월 제4회 미래전략대상 수상

## 가족 관계
- 배우자: 이정숙 (李正淑. 1939년 8월 15일 ~ )
- 장녀: 서윤석 (徐允錫, 1964년 7월 19일 ~ )
- 차녀: 서현지 (徐玄至, 1970년 2월 23일 ~ )
- 삼녀: 서윤희 (徐侖希, 1971년 11월 1일 ~ )